# 莉蓮·G·卡特護理中心

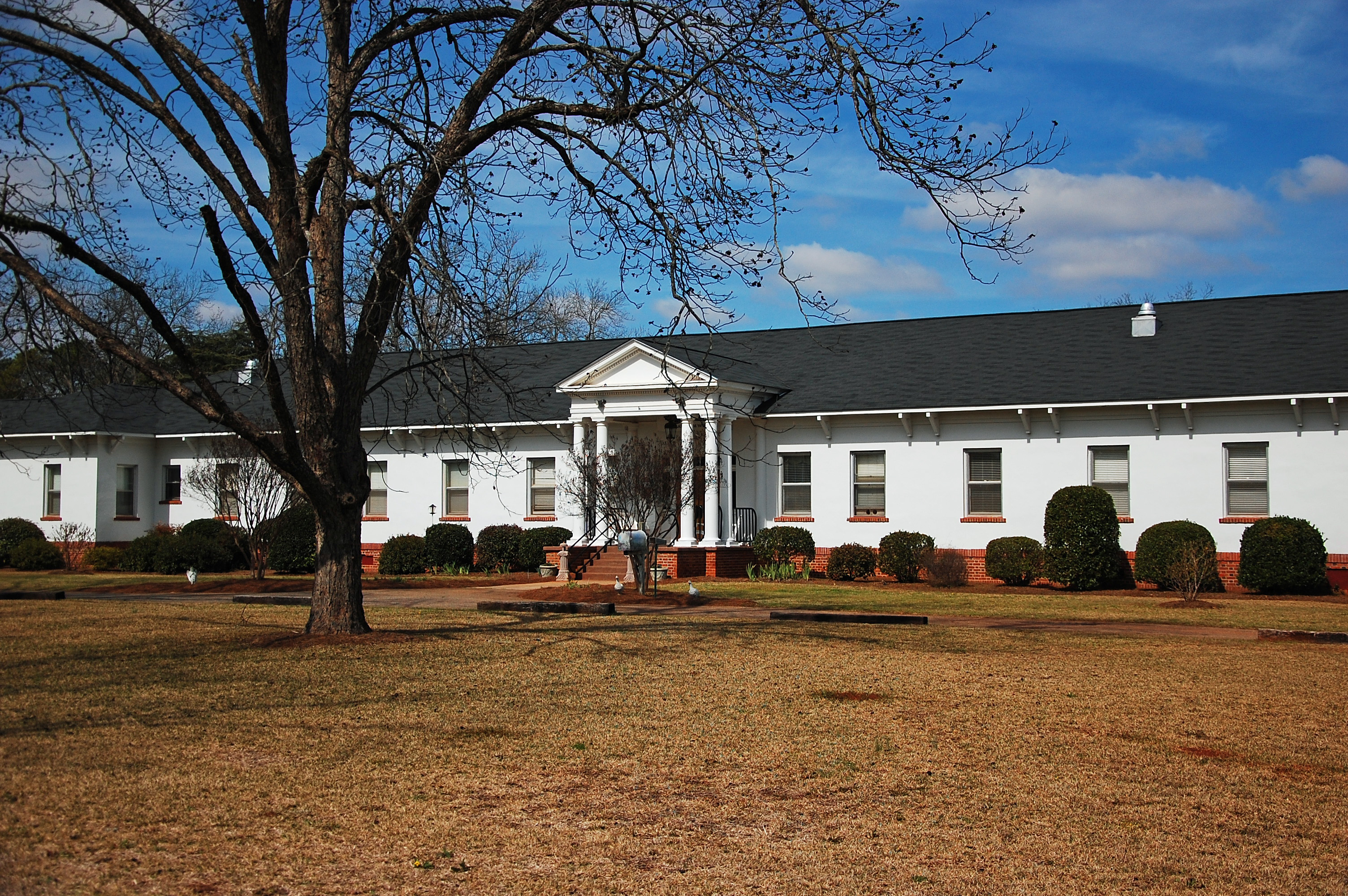
療養院

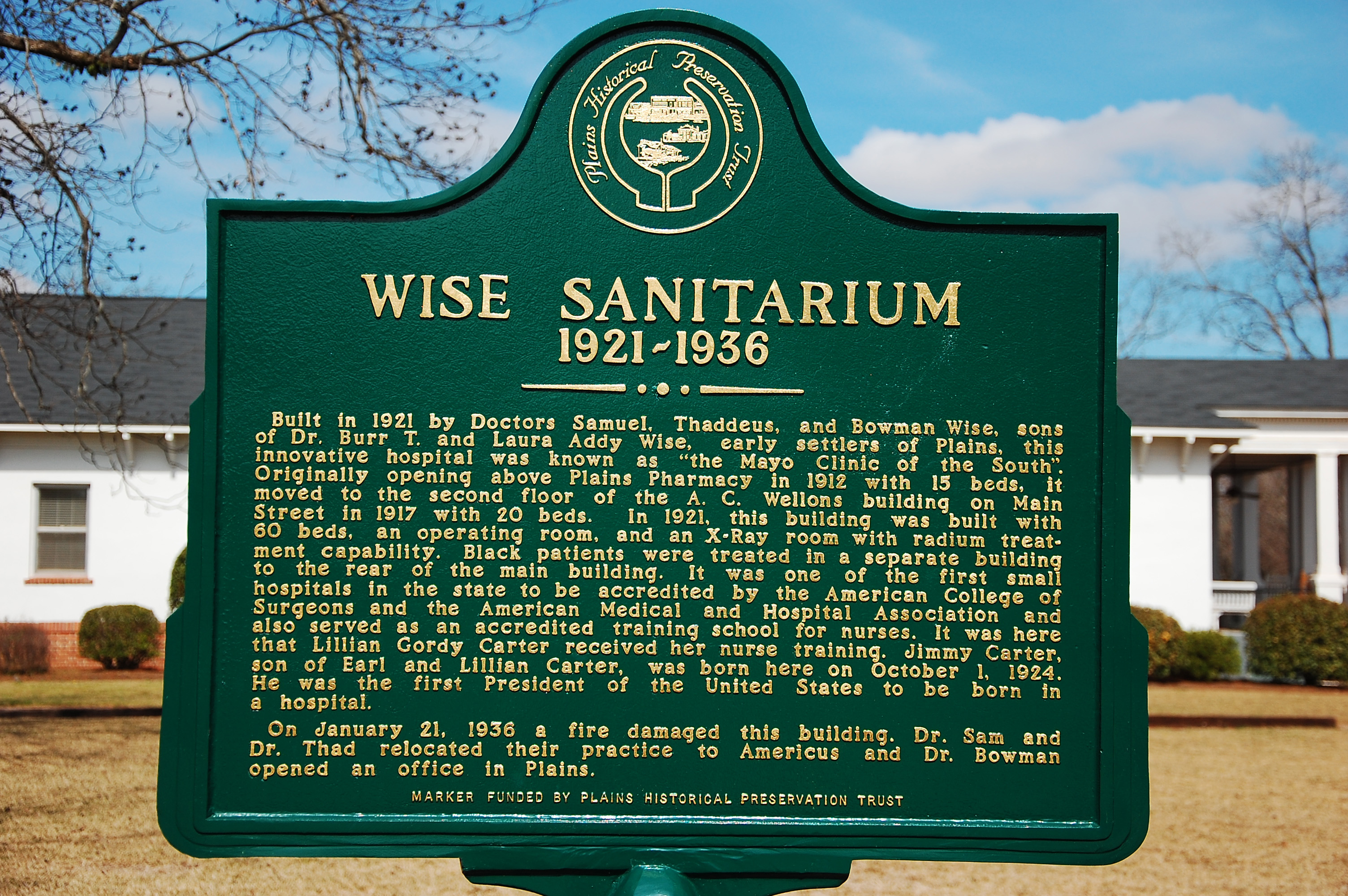
牌子

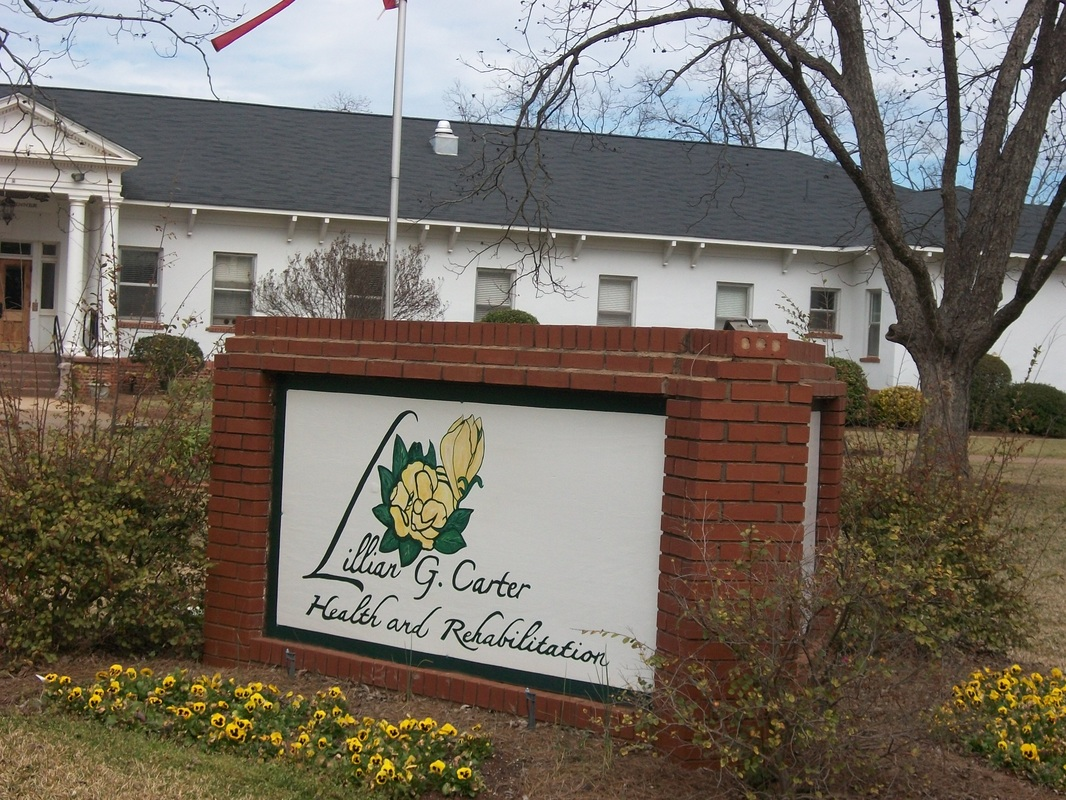
2012年的莉蓮·G·卡特護理中心

莉蓮·G·卡特護理中心（英語：Lillian G. Carter Nursing Center）位於美國喬治亞州普萊恩斯的建築物原為懷斯療養院，目前已轉為護理機構。這裡也是美國前總統吉米·卡特的出生地。卡特於1924年10月1日出生，當時他的母親在該院擔任註冊護士。卡特是首位在醫院出生的美國總統。

## 歷史
該療養院最初由早期平原定居者伯爾·懷斯博士和勞拉·阿迪·懷斯博士的孩子塞繆爾（Samuel）、撒迪厄斯（Thaddeus）和鮑曼·懷斯（Bowman Wise）醫生於1921年建造，擁有60個床位，是喬治亞州首批獲得國際醫療機構認可的小型醫院之一，並得到美國外科醫生學會和美國醫學與醫院協會的認可。它也充當了護士培訓中心，一座獨立的建築物被附加到療養院，用於治療非裔美國人。
1976年，懷斯療養院更名為莉蓮·卡特健康與康復中心，以吉米·卡特總統的母親莉蓮·卡特（Lillian Gordy Carter）的名字命名，她曾在該機構工作並生下了吉米·卡特總統。該設施現在是一家擁有100個床位的專業護理機構，提供包括物理、職業和語言治療在內的專業護理服務。目前由Ethica Healthcare和CHSGA擁有。

## 目前使用
截至2023年12月，該中心仍作為專業護理機構運營。。